# هاید پارک، شهرستان برکس، پنسیلوانیا
هاید پارک (به انگلیسی: Hyde Park) یک منطقهٔ مسکونی در ایالات متحده آمریکا است که در شهرستان برکس، پنسیلوانیا واقع شده‌است. هاید پارک ۲٬۵۲۸ نفر جمعیت دارد.